# João Freire
João Carlos de Oliveira Moreira Freire (Lisboa, 1942) é um sociólogo e escritor português, professor catedrático e professor emérito do ISCTE. Foi aluno de Sciences Po, (Paris), e oficial da Armada até maio de 1968, quando desertou por estar convencido de que recusaria ordens para bombardear uma área indefesa durante a guerra em África.
Por influência familiar, mas também por escolha própria, entrou para o Colégio Militar de Lisboa, onde permaneceu como interno por sete anos.  Esgrimista desportivo, anarquista nos tempos livres, circunstancialmente foi operário.

## Livros publicados
- Anarquistas e Operários. Ideologia, Ofício e Práticas Sociais: o Anarquismo e o Operariado em Portugal, 1900-1940. Porto: Afrontamento (1992)
- Variações Sobre o Tema Trabalho. Porto: Edições Afrontamento (1997)
- Sociologia do Trabalho: uma introdução (1993 e 2002)
- O Trabalho Independente em Portugal (1995)
- Consumidores em Movimento (1996)
- Freedom Fighters (2001)
- Pessoa Comum no Seu Tempo (2007)
- Economia e Sociedade (2008)
- Moçambique Visto pelos Colonizadores, 1895-1910 (2009)
- A Marinha e o Poder Político em Portugal no Século XX (2010)
- Olhares Europeus sobre Angola (1883-1918) (2011)
- Les anarchistes du Portugal (2002)
- Homens em Fundo Azul-Marinho (2003)
- Associações Profissionais em Portugal (2004)

## Ligação externa
- Instituto de Ciências Sociais da Universidade de Lisboa — "Análise Social: Homens em Fundo Azul-Marinho. Ensaio de Observação Sociológica sobre Uma Corporação nos Meados do Século XX: a Armada Portuguesa" por Luís Salgado de Matos